# Bacia do Araripe

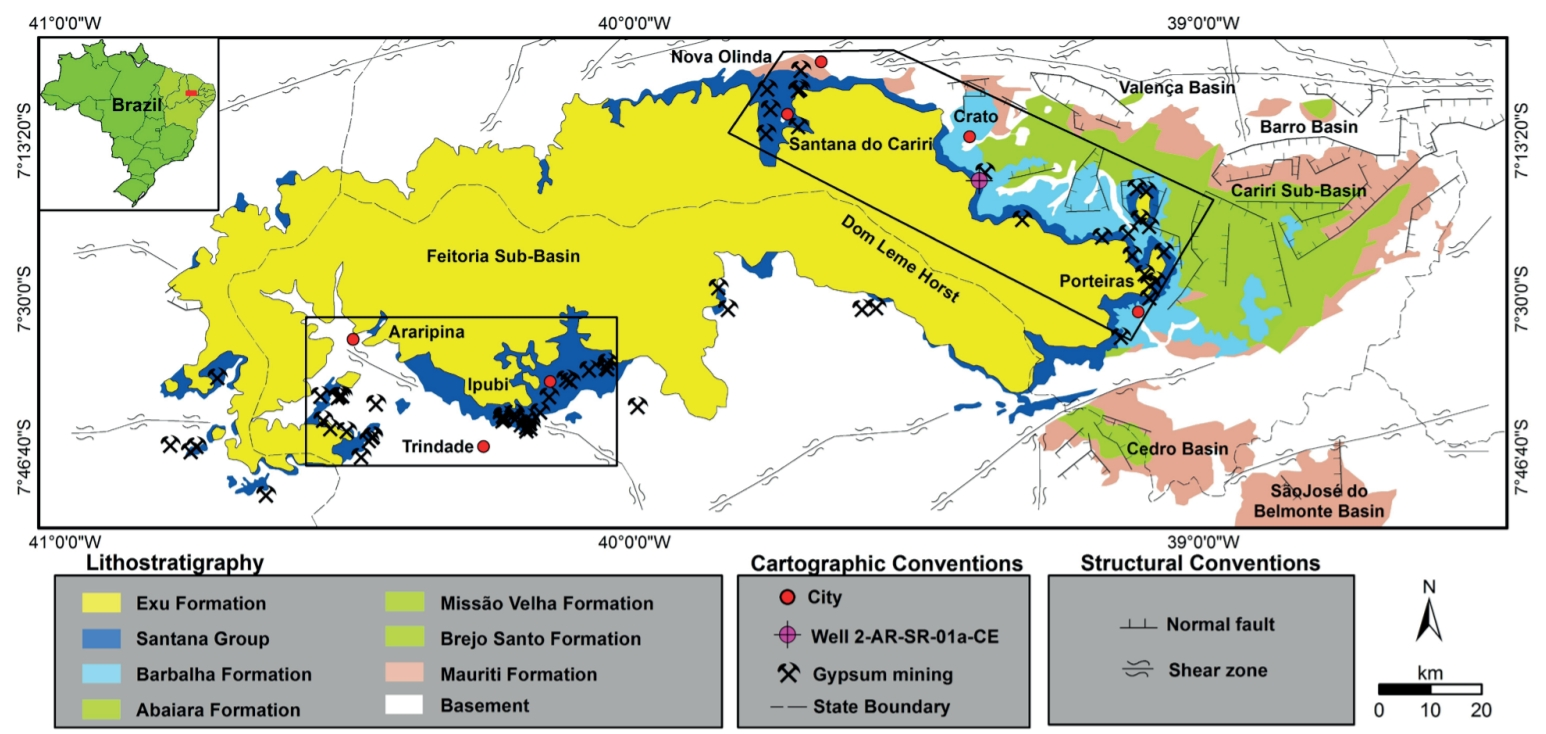
Área de ocorrência da Bacia do Araripe, no Nordeste do Brasil

A Bacia Sedimentar do Araripe, ou simplesmente Bacia do Araripe, é uma bacia sedimentar intracratônica situada na Região Nordeste do Brasil. A sua área de ocorrência abrange o sul do estado do Ceará, extremo leste do estado do Piauí, e noroeste do estado de Pernambuco compreendendo as regiões conhecidas como Vale do Cariri e Chapada do Araripe, ocupando uma área de cerca de 9000 km².
Desenvolveu-se durante parte das eras Paleozoica e Mesozoica, e seu registro sedimentar compreende rochas formadas do Período Siluriano, Jurássico e Cretáceo, abrangendo um intervalo de tempo entre 430 e 110 milhões de anos, aproximadamente. Assim como as bacias do Gabão, Recôncavo-Tucano-Jatobá, Camamu-Almada e Sergipe-Alagoas, sua origem geológica está relacionada com o rifteamento do paleocontinente Gondwana e surgimento do Oceano Atlântico Sul.